# 大河原郵便局
大河原郵便局（おおがわらゆうびんきょく）は宮城県柴田郡大河原町にある郵便局。民営化前の分類では集配普通郵便局であった。

## 概要
住所：〒989-1299 宮城県柴田郡大河原町字新南35番地1

### 出張所（局外設置ATM）
民営化後は、すべてゆうちょ銀行仙台支店の管轄となった。
- フォルテ内出張所（ATMホリデーサービス実施）

## 沿革
- 1872年8月4日（明治5年7月1日） - 大河原郵便取扱所として開設[1]。
- 1875年（明治8年）1月1日 - 大河原郵便局（五等）となる。
- 1879年（明治12年） - 為替取扱を開始。
- 1880年（明治13年） - 貯金取扱を開始。
- 1897年（明治30年）1月1日 - 大河原郵便電信局となる。
- 1903年（明治36年）4月1日 - 通信官署官制の施行に伴い大河原郵便局となる。
- 1951年（昭和26年）4月1日 - 電気通信業務の取扱を、新設の大河原電報電話局に移管[2]。
- 1956年（昭和31年）9月1日 - 電話通話および和文電報受付事務の取扱を開始[3]。
- 1970年（昭和45年）8月1日 - 特定郵便局から普通郵便局に局種別改定。
- 2000年（平成12年）8月14日 - 外国通貨の両替および旅行小切手の売買に関する業務取扱を開始。
- 2006年（平成18年）10月2日 - 村田郵便局から集配業務を移管[4]。
- 2007年（平成19年）10月1日 - 民営化に伴い、併設された郵便事業大河原支店に一部業務を移管。
- 2012年（平成24年）10月1日 - 日本郵便株式会社発足に伴い、郵便事業大河原支店を大河原郵便局に統合。

## 取扱内容
- 郵便、印紙、ゆうパック、内容証明
- 貯金、為替、振替、振込、国際送金、国債、投資信託
- 生命保険、バイク自賠責保険、自動車保険
- ゆうちょ銀行ATM（振替機能付き・ホリデーサービス実施）
- 大河原町内全域（〒989-12xx）、村田町内全域（〒989-13xx）の集配業務
- ゆうゆう窓口

## 周辺
- 大河原町役場
- 大河原合同庁舎
- 宮城県柴田農林高等学校
- 国道4号
- 白石川

## アクセス
- JR東北本線 大河原駅から徒歩約14分
- ミヤコーバス
- 東北自動車道 白石ICから東へ、もしくは村田ICから南へそれぞれ約9km
- 駐車場あり：11台